# Zucaina
Zucaina (valencianisch: Sucaina) ist eine Gemeinde (Municipio) mit 174 Einwohnern (Stand: 2024) in der Provinz Castellón in der spanischen autonomomen Region Valencia. 

## Geographie
Zucaina liegt etwa 540 Kilometer westnordwestlich der Provinzhauptstadt Castellón de la Plana und etwa 68 Kilometer nordnordöstlich von Valencia im Bezirk Alto Mijares in einer Höhe von ca. 810 m.

## Sehenswürdigkeiten
- Burgruine von La Alqueria

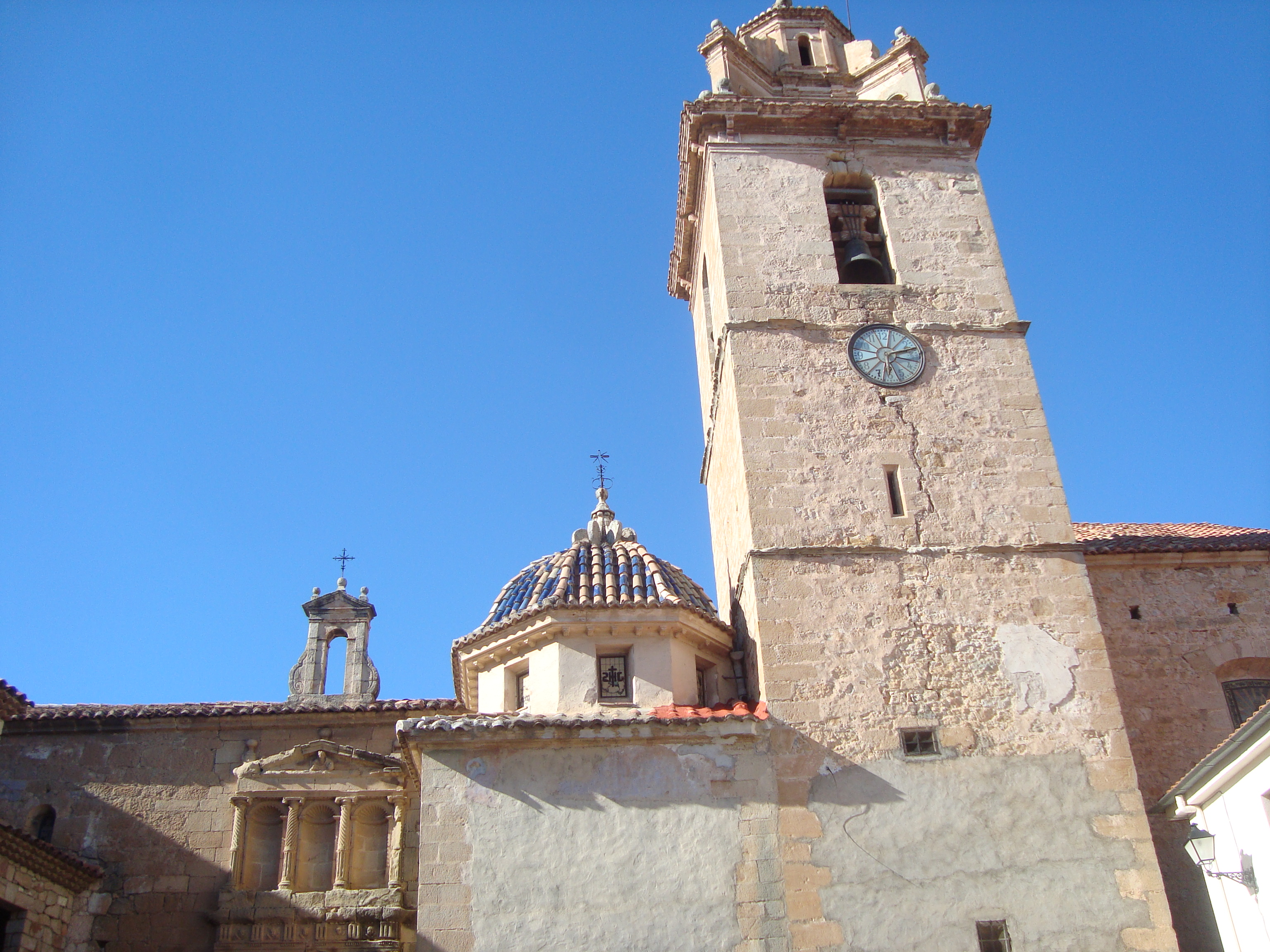
Salvatorkirche
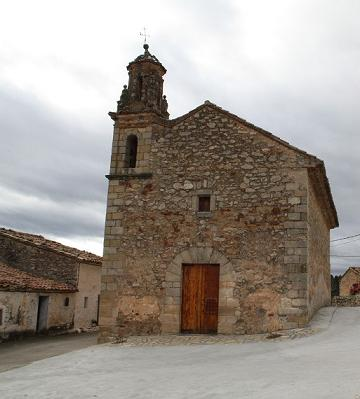
Barbarakapelle
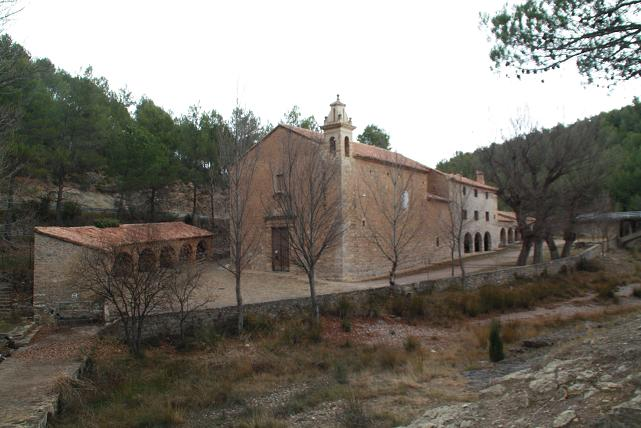
Annenkapelle
- Rathaus

- Salvatorkirche
- Barbarakapelle
- Annenkapelle